# 初任給
初任給（しょにんきゅう）は、学校を卒業して正規雇用されるようになった人が、最初に受け取る給与のことである。
それまで家族の扶養のもとで学生生活を行っていた人が、そこから自立し、自活するようになる第一歩の象徴であり、初任給を受け取ることは一種の通過儀礼ともいえる。それまでの感謝の意味をこめて、初任給を使って家族に贈り物をする人も多い。
日本における初任給の金額は、学歴と職種による変動はあるものの、個人の能力などによる差は少ない。そのため、職種ごとの給与水準や、時代ごとの物価水準を比較するための指標としてもしばしば用いられる。この場合、通常、最初の1ヶ月（新卒入社の場合は4月分）の労働の対価として支払われる月給の額を用いる。
労務行政研究所の調査によると、2025年度の東京証券取引所プライム市場の上場企業197社の新入社員の初任給の水準は、大学卒で25万5,115円、大学院卒修士27万3,327円、短大卒22万1,640円、高校卒で20万6,523円程度とされている。
2025年1月12日8時50分に配信された時事通信の記事より、人手不足を背景に大手企業のごく一部であるが、初任給を30万円台とする企業も出てきている。ユニクロを運営するファーストリテイリングは、海外勤務の可能性があり全国転勤と部署異動を伴う職種に採用された専門学校及び短大卒以上の場合は2025年3月入社の初任給を33万（転居を伴わない異動のみの職種の場合は25.5万円）にしており、大手商社では三井物産では海外・全国転勤を伴わない転勤が原則として採用地と同一地域（但し、地域支店・関係会社への出向あり）の職種は大学卒（2026年卒）で31万、三菱商事は海外・全国転勤を伴う職種は大学卒（2025年度実績）で34.0万円と30万を超えている。そして、2025年1月17日5時40分に配信された東洋経済の記事より、30万以上の企業が2024年4月時点で51社存在している。
更に、東京海上日動火災保険においては、2026年4月より転居を伴う転勤に同意して実際に転勤する場合の大学卒の初任給を27万8,320円から37万8,320～41万2,320円と転勤先までの距離などに応じる形で幅を持たせる形で増額している。また、転勤が無い場合は27万8,320円である。
なお、国家公務員の場合は総合職試験で採用された場合は職歴なしで2025年4月入庁の大学卒で23万円（地域手当が最も高い東京都特別区で勤務する場合は20％増額の27.6万円）、一般職試験採用で採用された場合は22万円（地域手当が最も高い東京都特別区で勤務する場合は20％増額の26.4万円）である。
初任給は住民税が引かれておらず、翌年6月から税金が控除されると給料の手取り給与（差し引き支給額）が少なくなるので2年目以降の手取り給与が初年度のそれより減額となる場合が多い。